# FC Annecy
Der Annecy Football Club ist ein französischer Fußballverein aus Annecy. Die mittlerweile wieder in der zweithöchsten Spielklasse, der Ligue 2, antretende Mannschaft besaß unter dem Namen Football Club d’Annecy sowohl in den 1940er Jahren als auch zwischen 1989 und 1993 professionellen Status; in dieser Zeit spielte der Klub zeitweilig in der damaligen Division 2.

## Geschichte
Der Football Club d’Annecy gründete sich im Mai 1927 und spielte anfangs nur auf regionaler Ebene. Als Meister der Division d’Honneur nahm der Klub 1942 professionellen Status an, behielt diesen aber nur ein Jahr, da 1943 professioneller Fußball in Frankreich verboten wurde. Nach dem Ende des Zweiten Weltkrieges spielte der Klub erneut in der regionalen Division d’Honneur und qualifizierte sich 1948 als Meister für das neu geschaffene Championnat de France Amateur, dem die Mannschaft ununterbrochen bis zu dessen Neustrukturierung 1970 angehörte. Unter Spielertrainer Stanislas Golinski holte der Klub 1960 seinen ersten überregionalen Titel, als die Mannschaft sich zum französischen Amateurmeister krönte. Damit einhergehend gelang der Klub auf die Titelseite von France Football.
Nach der Ligareform hielt sich der FC Annecy drei Spielzeiten im neu geschaffenen Championnat de France National, ehe die Mannschaft in den regionalen Amateurbereich abstieg. Nach dem Wiederaufstieg in das viertklassige Championnat de France Amateur 1980 kehrte der Klub 1984 als Meister der Division 4 F in die höchste Amateurklasse zurück. Auch in der National währte der Aufenthalt nur vier Spielzeiten und als Tabellenzweiter seiner Staffel stieg der Klub 1988 in die Division 2 B auf, wozu der Klub wieder den Profistatus annahm. Anfangs im hinteren Mittelfeld platziert, erreichte der Klub unter Trainer Guy Stéphan in der Spielzeit 1991/92 mit dem neunten Rang die beste Platzierung in der Vereinsgeschichte. Unter dessen Nachfolger Christian Coste verpasste der Klub jedoch in der folgenden Spielzeit den Klassenerhalt. Nach finanziellen Problemen zog sich der Verein nach Beginn der Spielzeit 1993/94 vom Spielbetrieb in der National zurück.
Unter dem neuen Namen Annecy Football Club trat der Klub im unteren Amateurbereich an, schaffte aber nach Aufstiegen 1995 respektive 1997 die Rückkehr in die höchste regionale Spielklasse. In der sechstklassigen Division d'honneur Rhône-Alpes verpasste der Klub 1999 und 2001 jeweils als Vizemeister hinter dem FC Gaillard respektive dem FC Echirolles nur knapp den Aufstieg auf die nationale Amateurebene.
Nach zwei direkten Aufstieg in den Jahren 2015 und 2016 gelang es dem FC Annecy 2020, in das drittklassige Championnat National aufzusteigen. Als Vizemeister 2022 schaffte der Klub nach 30-jähriger Abstinenz den Sprung zurück in die Ligue 2.

## Kader 2024/25
Stand: 31. Juli 2024
| Nr. |            | Position | Name              |
| --- | ---------- | -------- | ----------------- |
| 1   | Frankreich | TW       | Florain Escales   |
| 2   | Frankreich | AB       | Hamjatou Soukouna |
| 3   | Kamerun    | AB       | Moïse Mahop       |
| 5   | Algerien   | MF       | Ahmed Kashi       |
| 6   | Frankreich | AB       | François Lajugie  |
| 7   | Frankreich | ST       | Kapit Djoco       |
| 7   | Gabun      | MF       | Noha Lemina       |
| 13  | Frankreich | AB       | Gaby Jean         |
| 16  | Frankreich | TW       | Thomas Callens    |
| 17  | Frankreich | MF       | Vincent Pajo      |

| Nr. |            | Position | Name                 |
| --- | ---------- | -------- | -------------------- |
| 19  | Frankreich | ST       | Samuel Ntamack       |
| 22  | Frankreich | ST       | Clément Billemaz     |
| 25  | Frankreich | MF       | Yohan Demoncy        |
| 28  | Frankreich | ST       | Antoine Larose       |
| 30  | Frankreich | TW       | Tidiane Malbec       |
| 41  | Frankreich | AB       | Thibault Delphis     |
|     | Frankreich | AB       | Julien Kouadio       |
|     | Frankreich | ST       | Zakaria Bengueddoudj |
|     | Frankreich | AB       | Axel Drouhin         |